# Louis Déjoie Jr.
Pour les articles homonymes, voir Dejoie.
Louis Dejoie Jr. est un homme d'affaires et homme politique haïtien, né en Haïti le 28 mai 1928 et mort à San Juan (Porto Rico) en 12 janvier 1998.

## Biographie
Louis Déjoie II est le fils de Louis Déjoie et de Suzon Boucard.
Il est candidat à l'élection présidentielle de 1987.
Opposant politique, il est incarcéré le 20 janvier 1988 à l'aéroport de Port-au-Prince.
Il est candidat à l'élection présidentielle de 1990, finissant derrière Jean-Bertrand Aristide et Marc Bazin avec 4,88% des suffrages.
Il est ministre du Commerce du 1er septembre 1993 au 16 mai 1994.

## Sources
1. ↑  DEATHS : LOUIS DEJOIE Jr. Haitian Politician, Washington Post
2. ↑  HAITI M. Déjoie, l'un des chefs de l'opposition, a été incarcéré, Le Monde, 22 janvier 1988

- Phil Gunson, Greg Chamberlain, Andrew Thompson, The Dictionary of Contemporary Politics of Central America and the Caribbean, 2015
- Christian Lionet, Haïti: l'année Aristide, 1992